# Yoshirō Irino
Yoshirō Vladimir Irino (入野義朗, Irino Yoshirō, 13 novembre 1921 à Vladivostok – 28 juin 1980 à Tokyo) est un compositeur japonais.

## Biographie
Irino naît à Vladivostok en Union Soviétique. Il fréquente l'école secondaire à Tokyo et poursuit des études d'économie à l'université impériale de Tokyo (à présent université de Tokyo).
Après la Seconde Guerre mondiale, Irino, en compagnie de ses collègues Minao Shibata et Kunio Toda, étudient la méthode dodécaphoniste de composition développée par Arnold Schoenberg. En 1951, Irino utilise cette technique de composition pour écrire son Concerto da Camera pour sept instruments. Cette œuvre passe pour être la première composition dodécaphonique japonaise. Durant la même période, le magazine Ongaku Geijutsu publie deux articles d'Irino : « La technique de composition de Schoenberg » et « Qu'est-ce que la musique dodécaphonique? ». Par la suite, Irino utilise la technique dodécaphonique dans de nombreuses compositions et écrit beaucoup sur la musique contemporaine. Déterminé à introduire la musique contemporaine ainsi que la littérature musicale étrangères au Japon, il réalise des traductions en japonais d’importants ouvrages tels que La composition dodécaphonique (12音による作曲技法) de Josef Rufer et Schoenberg et son école (シェーンベルクとその楽派) de René Leibowitz. Irino ne compose cependant pas de musique sérielle, technique de la même époque, largement utilisée par l'école de Darmstadt.
En 1973, Irino et ses collègues fondent la « Ligue asiatique des compositeurs ».
Après sa mort, le prix Irino et le prix commémoratif Yoshirō Irino (parrainés par la ligue des compositeurs asiatiques (de) (LCA)) sont créés pour encourager les jeunes compositeurs.

## Prix et récompenses
- 6e Prix Mainichi de musique pour Sinfonietta (1953)
- 6e Prix Odaka pour Concerto Grosso for Double String and Wind Orchestras (1957)
- 8e Prix Odaka pour Symphonia (1959)

## Œuvres
La musique d'Yoshirō Irino est publiée principalement par la Zen-On Music Company Ltd, Ongaku No Tomo Sha, Fédération japonaise des ciompositeurs (日本作曲家協議会, Nihon sakkyokuka kyōgikai)
Œuvres pour la scène
- Le tambour de damas (綾の鼓, Aya no Tsuzumi?), musique pour le théâtre nō (1962)

Orchestre
- Adagietto et Allegro Vivace (1949)
- Sinfonietta pour petit orchestre (1953)
- Ricercari pour petit orchestre (1954)
- Double concerto pour violon, piano et orchestre (1955)
- Concerto Grosso pour Double String and Wind Orchestras (1957)
- Symphonia (1959)
- Concerto pour orchestre à cordes (1960)
- Musique pour clavecin, percussions et 19 cordes (1963)
- Symphonia n°. 2 (1964)
- Thème et variations (1967)
- Wandlungen (転, Ten?) pour deux shakuhachi et orchestre (1973)

Jazz Band
- Suite pour Jazz Band (1960)

Musique de chambre
- Sonate pour violoncelle et piano (1945)
- Quatuor à cordes n°. 1 (1945)
- Sonatine for flûte et piano (1946)
- Trio avec piano, op. 4 (1948)
- Sextuor à cordes (1950)
- Concerto da Camera pour sept instruments (1951)
- Quintette pour clarinette, saxophone alto, trompette, violoncelle et piano (1958)
- Divertimento pour sept instruments à vent (1958)
- Musique pour violon et violoncelle (1959)
- Musique pour vibraphone et piano (1961)
- Partita pour quintette à vent (1962)
- Trio à cordes (1965)
- Trois mouvements pour deux kotos et jūshichi-gen (koto à 17 cordes) (1966)
- Sept inventions pour guitare et six instrumentistes (1967)
- Sonate pour violon et piano (1967)
- Duo concertant pour shakuhachi et koto (1968)
- Trois mouvements pour violoncelle solo (1969)
- Sonate pour quatre instrumentistes (1970)
- Trio pour H.R.S. '70 pour flûte, violon et clavecin (1970)
- Globus I pour cor et percussion (1971)
- Suite pour alto solo (1971)
- Globus II pour marimba, percussion et contrebasse (1971)
- Strömung pour flûte, harpe et percussion (1973)
- Globus III pour hichiriki, violon, violoncelle harpe, piano et deux danseurs (1975)
- Klänge pour piano et percussion (1976)
- Movements (運動, Undō?) pour marimba solo (1977)
- Cosmos pour shakuhachi, deux sō (koto), violon, piano et percussion (1978)

Piano
- Variations (1943)
- Trois pièces (1958)
- Musique pour deux pianos (1963)
- Pépé on a Spring Day (ある日のペペ, Aru hi no pepe?) (1967)
- Trois petites pièces (1967–68)
- Quatre petites pièces (1969)
- Piano Pieces for Children (1972–75)

Vocal
- White Box (白い箱, Shiroi hako?) (1959)
- Three Choruses on Tōhoku Folk Songs (東北民謡による三つの混声合唱, Tōhoku min'yō ni yoru mittsu no konsei gasshō?) pour chœur mixte et percussions (1960)
- White Nights (白夜, Hakuya?) (1966)
- Hyōdan (評弾, Hyōdan?) pour soprano et ténor avec harpe et clavecin (1977)

Musique de film
- 海は生きている (Umi wa ikiteiru?) (1958)
- 性生活の知恵 (Seiseikatsu no chie?) (1961)
- The Sport of Beasts (獣の戯れ, Kemono no tawamure?) (1964); basé sur le roman de Yukio Mishima

Chansons d'écoles
- Irino écrit des chansons scolaires pour environ deux douzaines d'écoles japonaises.

## Source de la traduction
- (en) Cet article est partiellement ou en totalité issu de l’article de Wikipédia en anglais intitulé « Yoshirō Irino » (voir la liste des auteurs).